# Elijah Muhammad
Elijah Muhammad, nato Elijah Robert Poole (Sandersville, 7 ottobre 1897 – Chicago, 25 febbraio 1975), è stato un attivista e religioso statunitense, capo della Nation of Islam, organizzazione afroamericana statunitense fondata su di una originale interpretazione delle leggi dell'Islam.

## Biografia

### La giovinezza
Muhammad nacque a Sandersville (in Georgia) il 7 ottobre 1897 in una famiglia di coltivatori fittavoli, da Willie Poole e Mariah Hall, con dodici tra fratelli e sorelle. All'età di sedici anni lasciò casa e iniziò a viaggiare attraverso gli Stati Uniti. Nel 1917 sposò Clara Evans, in seguito famosa come Mamma Clara Muhammad. Nel 1923 si stabilì a Detroit, lavorando presso un'industria automobilistica. Prima di compiere i vent'anni Elijah Poole fu testimone di tre omicidi (linciaggi) di persone nere, compiuti da bianchi.
All'inizio degli anni Trenta, Muhammad conobbe W.D. Fard, noto anche come Wallace Fard Muhammad. W. Fard Muhammad, all'epoca un venditore ambulante, aveva già fondato il suo Tempio Islamico a Detroit con circa 25 000 seguaci. Il credo insegnato da Fard, sebbene molto vicino all'ortodossia dell'Islam, differiva da questa in alcuni aspetti.
Nel 1934, W.D. Fard andò via da Detroit. Elijah Poole, ribattezzato Elijah Muhammad da W.D. Fard, divenne il successore della Nation of Islam e Supreme Minister. Nel 1942, Muhammad fu arrestato a Washington D.C. con l'accusa di sedizione e violazione della legge sul servizio di leva. Fu considerato innocente per l'accusa di sedizione, ma fu condannato per l'altro reato, in particolare con l'accusa di aver indotto i suoi seguaci ad evitare la leva. Elijah Muhammad fu rinchiuso in una prigione federale per quattro anni.

### Gli insegnamenti
La dottrina di Elijah Muhammad è stata considerata da molti come incentrata sulla supremazia nera. Egli insegnava che i neri erano stati i primi sulla Terra e che erano stati privati del loro poteri ed oppressi dai bianchi, creati da uno scienziato chiamato Yakub. La Nazione dell'Islam predicò la completa separazione dalla società bianca e insegnò che le persone di colore devono sviluppare una propria indipendenza economica, religiosa e nazionale. Gli insegnamenti della Nazione condannarono il bere, il giocare d'azzardo, l'abuso fisico di donne di colore e l'incapacità di difendere la propria famiglia dagli attacchi dei "violenti" americani bianchi.
Elijah Muhammad utilizzò la recente indipendenza di molte nazioni africane come esempio per i suoi seguaci americani. A differenza degli altri leader afro-americani della metà del XX secolo, Elijah Muhammad credeva che avesse più senso cercare aiuto dalle nazioni africane indipendenti che andare in Africa mentre le comunità nere americane rimanevano non indipendenti. Allo stesso tempo, Elijah Muhammad mostrò orgoglio nella sua capacità di stare alla pari con i bianchi e non avrebbe avuto problemi a lavorare con loro se questo fosse servito agli scopi della Nazione. Elijah viveva in un quartiere prevalentemente bianco e permise a George Lincoln Rockwell del Partito Nazista Americano di parlare alla Nazione, quando entrambe le organizzazioni si opponevano all'integrazione razziale.
Una delle persone che risentirono dell'influenza di Elijah Muhammad fu l'ex-detenuto che il mondo avrebbe conosciuto col nome di Malcolm X. Sebbene questo abbia in seguito abbandonato la Nazione, l'influenza di Elijah sulla vita di Malcolm X è innegabile. Il giovane Malcolm sviluppò la sua dialettica e la visione politica all'interno della Nazione e sotto il tutorato di Elijah Muhammad.
Malcolm scorge un uomo che dal fondo del tempio si dirige verso la tribuna. Ha un viso minuto, sensibile, dai lineamenti dolci e dal colorito bruno, e avanza vestito con una camicia bianca e una cravatta a fiocco, circondato dagli uomini del Frutto dell’Islam, anch’essi vestiti allo stesso modo. È Elijah Muhammad, e porta in testa un fez ricamato in oro con su l’effige islamica.

### L'assassinio di Malcolm X
La spaccatura tra Elijah Muhammad e Malcolm X avvenne fondamentalmente quando a Malcolm giunsero voci secondo le quali Elijah Muhammad aveva avuto rapporti sessuali con diverse giovani della Nazione che lavoravano per lui con tanto di bambini di sua paternità. Un figlio di Elijah Muhammad, le donne e probabilmente lo stesso Elijah confermarono a Malcolm le voci. Malcolm si sentì in dovere di far sapere questo alla chiesa ed al pubblico e dopo aver sparso la notizia fu espulso dalla Nation of Islam e dichiarò: «I am most probably dead already» ("Molto probabilmente sono già morto"). Non si sa se Elijah abbia ordinato l'assassinio o l'abbia sponsorizzato, ma tre membri della Nazione, Talmadge Hayer, Norman 3X Butler e Thomas 15X Johnson, furono arrestati e condannati per il suo omicidio nel marzo del 1966; in ogni caso, i seguaci del vecchio leader rifiutarono sempre di credere alle rivelazioni di Malcolm.

## Influenze culturali
- Elijah Muhammad è citato nel brano In Zaire del 1975, cantato da Johnny Wakelin.